# Goar van het Rijnland

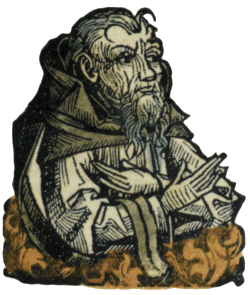
St. Goar, reproductie uit de Kroniek van Neurenberg, 1493

Goar (circa 585 - nabij Oberwesel 6 juli 649) was een priester uit Aquitanië of uit Auvergne, die zich aan de Rijn vestigde. Op de plek waar Goar zich vestigde en zijn kluis bouwde ontstond later Sankt Goar. 
Hij zou vermaard zijn geweest vanwege zijn onovertrefbare gastvrijheid, vooral voor de schippers op de Rijn. In 765 droeg Pepijn de Korte de kluis van Goar over aan het gezag van de abt van Prüm, die er in de 11e eeuw (of misschien eerder) een naar Sint-Goar genoemd koorherensticht vestigde. Dit werd in 1527 door de landgraaf van Hessen geseculariseerd. 
Sint-Goar zou vele wonderen hebben verricht, zoals het stroomopwaarts varen zonder te roeien. Nadat Sint-Goar de duivel onder zijn kont geschopt had, kon hij bereiken dat de wijn niet langer uit een wijnvat vloeide. Sint-Goar verloste Fastrada, de derde echtgenote van Karel de Grote, van enorme kiespijn. 
De eerste wonderbaarlijke levensbeschrijving van Goar Vita et miracula Goaris werd in de 9e eeuw geschreven door Wandalbert van Prüm. Goar is de beschermheilige van Sankt Goar, de wijnboeren, schippers, pottenbakkers, tegelbakkers en de waarden. Hij wordt als heilige vereerd. Zijn gedachtenis valt steeds op 6 juli. De bisdommen Limburg en Trier vieren deze gedachtenis op 9 respectievelijk 24 juli.